# Lido Sartini
Lido Sartini, né le 28 octobre 1926 à Cortone (Toscane) et mort le 9 mars 2007 à Camucia (Toscane), est un coureur cycliste italien, professionnel de 1951 à 1956.

## Palmarès
- 1949
  - Giro del Casentino
- 1951
  - Tour des Alpes Apuanes
  - Giro dell Aspromonte
  - Giro Valle del Crati
  - 2e du Grand Prix Ceprano
  - 10e du Milan-San Remo
- 1952
  - Grand Prix Pontremoli
- 1953
  - Coppa Zinna
  - 3ea étape du Tour de Sicile
  - 3e du Tour d'Émilie
  - 3e de la Bicyclette basque
- 1954
  - Giro Valle del Crati
  - 2e du Giro dell Isola d'Elba
- 1955
  - 3e du Tour des Quatre Cantons

## Résultats sur les grands tours

### Tour d'Italie
4 participations
- 1951 : 49e
- 1952 : 52e
- 1954 : abandon
- 1955 : 56e